# Janske Gorissen
Johanna "Janske" Gorissen (Welberg, gem. Steenbergen (Noord-Brabant), 15 september 1906 – Wouw, 7 maart 1960) was een omstreden Noord-Brabantse zieneres en draagster van stigmata. De actieve cultus rondom haar persoon werd in 1950 door Rome verboden. 

## Voorgeschiedenis
Janske was de jongste dochter in het op de rand van armoede levende rooms-katholieke gezin van landarbeiders Antonij (Toon) Gorissen en Adriana van Wezel. Lichamelijk achterblijvend tijdens de puberteit, slecht etend en later ziekelijk en bedlegerig, begon zij zich te verdiepen in stichtelijke lectuur, zoals vrouwelijke heiligenlevens en literatuur over gestigmatiseerden. Hierin vond zij de voorbeelden tot een vrome levenshouding die in toenemende mate door haar biechtvader, pastoor Adrianus C.J.M. Ermen (1892–1972), werd gevoed en gestuurd.

## De cultus
De in 1928 nieuw in Welberg aangestelde pastoor Janus Ermen ontpopte zich als reliekenverzamelaar en bevorderaar van de Mariadevotie en liet zich kennen als een katholiek van de oude stempel. Ermen was gefascineerd door de veelal aan bed gekluisterde jonge vrome vrouw die beweerde boodschappen van haar beschermengel Solemnis en van Maria en Jezus te ontvangen. Ze zou op haar ziekbed ook erotisch belaagd zijn door de duivel, die een pootafdruk had achtergelaten op haar hoofdkussen.
Werd alles aanvankelijk geheim gehouden, in 1937 maakte pastoor Ermen haar gaven wereldkundig en ontwikkelde het dorp zich tot een bedevaartplaats, iets waar Ermen al lang van droomde, en hoopte er wel een tweede Fatima of Lourdes van te maken. Janskes visioenen en verschijningen namen vervolgens toe en zij toonde "bloedtranen", die waarschijnlijk het gevolg waren van op het gezicht aangebracht bloed. Ook vertoonde zij vrijdags in de handpalmen en op de polsen stigmata. Op zulke momenten, in 1937 bijvoorbeeld waargenomen door pastoor Witlox uit Deurne, toonde haar hoofd de wonden van Jezus Christus' doornenkroon. 
Janske kreeg in het bisdom Breda en in Nederland ruime bekendheid. Pelgrims, zelfs uit België en Duitsland, bezochten de 'Brabantse' manifestatie van de Heilige Maagd onder de titel van "Onze Lieve Vrouw van Welberg", of "Moederke Maria" of "Moederke van Welberg". In de parochiekerk hing tot 1952 het schilderij van Maria zoals zij zich aan Janske had vertoond: een ongesluierde, jonge maagd met lange afhangende blonde lokken en vooruitgestoken, geopende handen, een werk van Wijnand Geraedts uit Swalmen.
De zieneres Janske werd naast Maria meer en meer zelf het onderwerp van verering. Onder de pelgrims waren veel jonge geestelijken die problemen hadden met het celibaat en haar als 'biechtmoeder' om raad mochten vragen. Hoogtepunten voor de pelgrims waren de gelegenheden waarbij Janske in de dorpskerk aanwezig was en vanaf 1939 herhaalde malen als "Bruidje van Jezus" de gelofte van eeuwige kuisheid aflegde. 
Ondanks haar voorspelling dat Welberg ongeschonden uit de Tweede Wereldoorlog zou komen, werd het dorp juist het toneel van zware strijd en verwoesting. Het schaadde haar reputatie niet. Integendeel, direct na de bevrijding kreeg Janske een eigen, in Mariablauwe tinten geschilderde kamer in de pastorie, waar zij tot 1948 woonde. In haar beddengoed en kleren waren voortaan de woorden "Bruidje van Jezus" geborduurd. Alles wees er op dat Janske in die jaren zelf min of meer de regie voerde in de pastorie en het doen en laten van de pastoor en kapelaans naar haar hand wist te zetten. 
In die jaren werd ze herhaaldelijk bezocht door bisschop Lemmens van Roermond,  de Deurnese pastoor Witlox en de burgemeester van Maastricht, Michiels van Kessenich. Lemmens was een fervent bevorderaar van de Mariaverering en droeg in Janskes vertrek de mis voor haar op. De financiële ondersteuning en giften van welgestelde aanhangers werden door Ermen en Janske ondergebracht in de door hen opgerichte "Pastoor-Ermenstichting". Op haar beurt distribueerde Janske het geld als 'hemelse weldoenster' weer onder de armen en zieken van de parochie. Persoonlijk bleek zij er niet slechter van te worden: volgens sceptische ooggetuigen geurde ze in de schrale naoorlogse jaren naar dure parfum en hulde ze zich in een dure bontjas die ze, zo bleek later, gekregen had van haar fervente adept bisschop Guillaume Lemmens van Roermond.

## Standpunt Rooms-katholieke kerk
Al in 1931 werd bisschop Hopmans in Breda door pastoor Ermen van het bestaan van Janske en de wonderbaarlijke verschijnselen rond haar persoon op de hoogte gesteld. Hopmans stelde zich echter zeer terughoudend op; ook toen in 1932 de bloedtranen werden gehuild en toen Janske in december 1934 voor het eerst stigmata had en de individuele en groepsbedevaarten naar Welberg al lang op gang waren gekomen. De grote reserve van Hopmans –tegenstanders van de verering zullen later beweren dat hij door een gebrek aan daadkracht alles op zijn beloop liet – was duidelijk in tegenstelling tot het enthousiasme van bisschop Lemmens en van sommige kloosteroversten die van meet af aan in Janske geloofden. Zij namen de verering die in Welberg was ontstaan over en bevorderden deze actief. 
Nadat de cultus in de tweede helft van de jaren 30 eenmaal goed op gang was gekomen, nam Lemmens in 1940 contact op met het klooster van de Zusters Onder de Bogen in Maastricht, waar zijn zuster overste was. Deze congregatie nam dan ook als eerste de devotie van "Onze Lieve Vrouw van Welberg" officieel over. Lemmens, Ermen en Janske bezochten daarna in 1943 en 1944 het zusterhuis van deze congregatie om de devotie verder te verbreiden en te versterken. De erkenning van de Welbergse cultus leek nu door de Oost-Brabantse en Limburgse stimulans al een feit te zijn geworden, zonder dat het voorgeschreven kerkelijke onderzoek had plaatsgevonden.
Pas in 1945 nam bisschop Hopmans zijn eerste besluit: Janske werd drie maanden ter observatie opgenomen in het gasthuis van het franciscanessenklooster Mater Dei – in de volksmond bekend als 'De Pius' – aan de Haagdijk in Breda. Het (nu gesloopte) tehuis stond onder leiding van de bisschop zelf, zodat hij te allen tijde gemakkelijk toegang had en Janske kon observeren. In die periode mocht zijn cliënt het gasthuis niet verlaten noch bezoek ontvangen om externe beïnvloeding te voorkomen. Volgens Janske, nu altijd in het wit gekleed, leefde ze slechts op water, thee en de hosties die ze kreeg toegediend als ze ter communie ging. Naar verluidt bleef ze stigmata houden en naar Janskes eigen zeggen bleef Gabriël haar de boodschappen van boven overbrengen. 
In het klooster waren na het vertrek van Janske de meningen over haar verdeeld: sommige nonnen geloofden rotsvast in de zieneres en namen plaats op de kerkbank waar Janske placht te zitten (een 'heilige plaats'), anderen meldden dat in de nachtelijke uren regelmatig voedsel uit de keuken verdween. 
Het is niet geheel duidelijk welke conclusies de twijfelende Hopmans trok uit zijn observaties. Immers, na haar terugkeer leefde Janske onder de hoede van pastoor Ermen enkele jaren als een 'hofdame' in de Welbergse pastorie. Toen ze dan toch uiteindelijk in 1948 op last van het bisdom haar kamer in de pastorie moest verlaten, kwamen de eerste twijfels bij haar trouwe aanhangers en groeide het gevoel dat er iets niet helemaal klopte in Welberg.
De zaak nam een wending toen kardinaal De Jong er zich mee ging bemoeien. Hij maande bisschop Lemmens aan tot grote terughoudendheid en verzocht hem een punt te zetten achter zijn bezoeken aan Janske. Rome werd ingeschakeld en die stelde zich door middel van consultoren van het Heilig Officie (nu: Dicasterie voor de Geloofsleer) op de hoogte van wat er in Welberg rond Johanna Gorissen de afgelopen jaren was voorgevallen. Op verzoek van de nuntius, de vertegenwoordiger van het Vaticaan in Nederland, werden er vanaf 1943 vier onderzoekers aangesteld om de cultus tegen het licht te houden. De conclusie van de twee laatste onderzoekers, beiden redemptorist, betekende de doodsklap voor de Mariadevotie in Welberg. 
Hoewel binnen het Heilig Officie de mening leefde dat de verschijnselen in het leven van Janske van een niet-bovennatuurlijke oorsprong waren, bracht het Officie dit niet als besluit naar buiten. Wel was de opdracht naar bisschop Baeten om de cultus te beëindigen vanwege de seksuele relatie die de zieneres en de pastoor jaren hadden onderhouden en om alles verder onder de pet te houden: De damnatio memoriae (absolute stilzwijging) van alles wat met Janske en Moederke te maken had. Volgens het geheime rapport berustte alles op bedrog en hadden Janske en de pastoor zich schuldig gemaakt aan lugendae abberationes (afschuwelijke uitspattingen), zelfs in de biechtstoel. Joseph Baeten, coadjutor van Hopmans en per februari 1951 diens opvolger als bisschop van Breda, maakte op basis hiervan onmiddellijk een eind aan de Welbergse Mariaverering, waarna de kwestie werd doodgezwegen. Baeten liet de afbeeldingen die naar de cultus verwezen uit de kerk verwijderen. Janske zelf verliet in 1951 Welberg en verhuisde opnieuw voor een tijdje naar het klooster Mater Dei in Breda.

## Overlijden
Janske Gorissen keerde niet meer terug in Welberg. Vanaf januari 1953 woonde ze teruggetrokken en bedlegerig in een huis in Wouw dat ze gekregen had van pastoor Ermen. Ze bleven in contact met elkaar. Janske overleed aldaar in 1960 op 53-jarige leeftijd. Meer dan duizend mensen, ook uit België en Duitsland, kwamen naar haar begrafenis in Welberg. Pastoor Ermen leidde de requiemmis. Twaalf jaar later blies ook hij zijn laatste adem uit en vond hij een laatste rustplaats naast de vrouw van zijn leven. Aan de andere kant van Janske's graf ligt kapelaan Kock, die in 1944 door de Duitsers werd geëxecuteerd op verdenking van verraad. Lange tijd nog werden er rozen of kaarsen op Janskes graf geplaatst, wel tot in de 21e eeuw.

## Archieven
Het archief 'J.Gorissen/Welberg', bewaard in het bisschopshuis in Breda was lange tijd gesloten, waardoor een goed en verifieerbaar onderzoek naar Janske en de Mariadevotie in Welberg niet mogelijk was. Historicus Peter Jan Margry echter kreeg van bisschop Tiny Muskens toestemming het materiaal te bestuderen, waarvan hij in zijn boek Vurige Liefde verslag heeft gedaan. De studie bevat een minutieuze beschrijving en analyse van 'Het geval Janske van de Welberg'. 
Het schilderij van Geraedts is opgeslagen in het bisschoppelijk archiefdepot. Stukken van Janskes beddengoed met de pootafdrukken van de duivel worden eveneens bewaard in het bisschopshuis. In het archief van het Heilig Officie in het Vaticaan tot slot bevindt zich een uitvoerig dossier over de kwestie. Dat dossier werd pas in 2020 toegankelijk en is toen door Margry gebruikt.

## Collectief fantasma
Zoals Margry in zijn studie laat zien, vertoonde het gedrag van Janske grote overeenkomsten met andere mystici en gestigmatiseerden, zoals Liduina van Schiedam en Gemma Galgani, maar ook de evenzeer omstreden tijdgenote Therese Neumann (1898–1962), een Beierse boerendochter. Ook zij was bedlegerig en vertoonde de stigmata. Jarenlang beweerde ook zij te leven van alleen water en hosties. Janske had de levensbeschrijvingen van deze en andere lijdensvrouwen (zoals Catharina van Siena en Bernadette Soubirous) van Ermen ontvangen en goed bestudeerd. Veel aspecten hiervan heeft ze gekopieerd.
Historisch-wetenschappelijk onderzoek laat zien hoe groot de rol van voorbeeldwerking bij voortduring is geweest. In de lange geschiedenis van de kerk en haar zieners en mystici, komen we honderden 'Janskes' tegen, elkaar opvolgend en sterk inwisselbaar, ook in hun eigenzinnige omgang met de werkelijkheid. Van Osselaer (2021) analyseerde 245 casussen uit de negentiende en twintigste eeuw, van wie 96% vrouw was.
Janske ontving niet alleen verschijningen van Jezus, Maria en Solemnis, maar ook van haar idolen Gemma, Theresia en Lidwina, de laatste die ze 'mijn zuster' noemde. Janske was een combinatie van met name deze vrouwen en haar sterke wens werd een selffulfilling prophecy. Sterker, het onkritisch geloof in haar verschijnselen werd een collectief fantasma, met aanhangers onder de meest gestudeerde mensen. Zij die van biechtvader Ermen in Janske's buurt mochten komen voelden zich vereerd erbij te horen. Betrokkenen van de inner-circle, door henzelf aangebuid als 't clubke', bleven van elkaar denken dat de ander overal echt in geloofde. Ook externe deskundigen zoals Titus Brandsma en Anna Terruwe gingen ver hierin mee. Brandsma, destijds dé mystiekspecialist in Nederland, noemde haar een 'nieuwe Lidwina van Schiedam' en beaamde dat zij een 'zuiver geval van mystiek' was. Dat Janske's spirituele liefde overging in een lichamelijke paste in de bevestigingsleer van de katholieke psychiater Terruwe; 'mensen die elkaars goed-zijn schouwen, laten elkaar het goede voelen'. Niemand binnen de katholieke zuil had nog de moed om openlijk twijfels te uiten. De mogelijkheid van bedrog zou een te huiveringwekkende conclusie zijn. Naar buiten toe werden de rijen gesloten.
Een verklarende achtergrond hiervan is de katholieke emancipatie in een verzuild Nederland. Europa kende een revival van het katholicisme met een hausse aan verschijningen en stigmatisaties. In die geestdrift groeide onder Nederlandse katholieken een verlangen naar deelname in deze beweging. Een echte Nederlandse mystica zou een bevestiging zijn van de geloofsijver en trouw aan 'Rome'. Veel katholieken raakten ervan overtuigd dat wat zich in het Brabantse dorpje Welberg afspeelde authentiek was en een betekenisvolle 'genade' voor de gehele wereld inhield.
De hele affaire, het ingrijpen en de onwaarheden brachten een collectief trauma met zich mee. Voor cultuurhistorici is de waarheidsvraag met betrekking tot verschijningen en stigmatisaties niet aan de orde. Cultuurwetenschap bestudeert religie als een socioculturele constructie; door mensen bedacht, gemaakt en beoefend. Onomstotelijke bewijzen zijn ook nooit geleverd, óók niet in gevallen waar wetenschappers worden aangehaald en ogenschijnlijk 'echt' bewijs lijkt te zijn geleverd, zoals bijvoorbeeld bij Padre Pio of Theresa Neumann is gebeurd.

## Vrouwenlexicon
Mede op basis van het - deels fictieve - boek van Rinie Maas, Janske; haar wonderlijke leven, en van het nationale Bedevaartlexicon, werd in 2014 een biografisch lemma van Janske Gorissen opgenomen in het Digitaal Vrouwenlexicon van Nederland, dat wordt bijgehouden door het Huygens Instituut voor Nederlandse Geschiedenis.